# Гејтрификација
Гејтрификација је феномен који описује процес џентрификације који може да се деси кад се у неки комшилук усели више ЛГБТ+ људи. Истраживање академског часописа Урбан аферс (енгл. Urban Affairs) дошло је до податка да је процес џентрификације неког комшилука од 2% до 3% учесталији за свако повећање броја истополних домаћинстава у том комшилуку за 1%.

## Узрок
Шпански социолог Мануел Кастелс проучавао је улогу геј заједнице у Сан Француску као раних џентрификатора. Филм Quinceañera приказује сличну ситуацију у Лос Анђелесу.
Постоје две теорије о теорије о томе зашто се гејтрификација дешава.
Прва теорија налаже да су гејеви и лезбијке вољни да се уселе и инвестирају у запуштеније делове града и тамо изграде заједницу отворену свима у контрасту са неким другим местима која су виђена као дискриминаторна. У колумни за часопис Слејт 2013, директор компаније Детроит икономик гроут корпорејшн је навео да градски челници (града Детроита) покушавају да привуку гејеве да се уселе како би покренули џентрификацију запуштенијих делова града.
Друга теорија је да гејеви и лезбијке не покрећу џентрификацију сами, већ њихово присуство привлачи разнолику популацију која подстиче развој и џентрификацију. Ричард Флорида заступа ту идеју и тврди да је присуство релативно велике геј и лезбијске популације знак да је неко место толерантно (и разнолико), што позитивно утиче на размену идеја и за као последицу тога, привлачи инвестиције.

## Геј кварти
Један од најбољих примера гејтрификације је француски кварт у Паризу који се назива Маре и који је трансформацијом постао геј кварт. Други пример је Геј четврт у Канади који се налази у улици Сент Кетрин и шири се дуж улице Амхерст у округу Вил-Мари.